# Ruud van der Meijden
Ruud van der Meijden (o Meyden) (3 de marzo de 1956- 27 de abril de 2007) fue un botánico y profesor neerlandés. En los últimos años, fue el más conocido erudito holandés de la flora nacional.
A partir de la 20.ª impresión, de 1983, era el responsable último de Flora de Heukels de los Países Bajos. Y la reimpresión más reciente, la 23.ª de 2005, se basó en el sistema APG II (2003); afirmándose que Van der Meijden fue el primero en el mundo en basarse en el ADN para el formato de datos de las plantas superiores.
Fue miembro del personal del Herbario Nacional de los Países Bajos, Universidad de Leiden (el ex Herbario Nacional) y fue miembro de la junta directiva de la Fundación Floron (Investigación en Florística de los Países Bajos).
Su investigación doctoral la realizó en el género Xanthophyllum, publicando su sistemática y evolución en 1982 (ISBN 9004065946).

## Algunas publicaciones
pieter b. Pelser, barbara Gravendeel, ruud van der Meijden. 2002. Tackling speciose genera: species composition and phylogenetic position of Senecio sect. Jacobaea (Asteraceae) based onplastid and nrDNA sequences. Am. J. of Botany 89: 929-939 en línea Archivado el 6 de junio de 2016 en Wayback Machine.
f.t. de Vries, ruud van der Meijden, w.a. Brandenburg. 1992. Botanical Files: A Study of the Real Chances for Spontaneous Gene Flow from Cultivated Plants to the Wild Flora of the Netherlands. Vol. 1 Gorteria: Supplement : tijdschrift voor onderzoek aan de wilde flora. Ed. Rijksherbarium/Hortus Botanicus, 100 pp.
ruud van der Meijden. 1969. An Annotated Key to the South - East Asiatic, Malesian, Mascarene, and African Species of Myriophyllum (Haloragaceae). 9 pp.

## Honores
- Miembro de la Sociedad Linneana de Londres

- La abreviatura «Meijden» se emplea para indicar a Ruud van der Meijden como autoridad en la descripción y clasificación científica de los vegetales.[1]